# Ken André Olimb
Ken André Olimb (ur. 21 stycznia 1989 w Oslo) – norweski hokeista, reprezentant Norwegii, dwukrotny olimpijczyk.
Jego brat Mathis André (ur. 1986) także został hokeistą.

## Kariera
- Vålerenga Oslo 2 (2006-2007)
- Vålerenga (2006-2008)
- Frisk Asker (2008-2010)
- Leksand (2010-2012)
- BIK Karlskoga (2010-2012)
- Düsseldorfer EG (2013-2016)
- Linköpings HC (2016-2018)
- Düsseldorfer EG (2018-)

Wychowanek klubu Manglerud Star. Od kwietnia 2013 roku zawodnik niemieckiego klubu Düsseldorfer EG w lidze DEL. W grudniu 2013 przedłużył kontrakt o dwa lata. Wraz z nim w DEG do 2015 występował jego rodak Andreas Martinsen. Zwolniony z klubu pod koniec marca 2016. Od kwietnia 2016 wraz z bratem Mathisem został zawodnikiem szwedzkiego klubu Linköpings HC. W kwietniu 2018 powrócił do DEG.
Uczestniczył w turniejach mistrzostw świata juniorów do lat 18 w 2006 (Elita), 2007 (Dywizja I), mistrzostw świata juniorów do lat 20 w 2007, 2008, 2009 (Dywizja I), mistrzostw świata w 2010, 2011, 2012, 2013, 2014, 2015, 2016, 2017, 2018, 2021, 2022 oraz zimowych igrzysk olimpijskich 2014, 2018.

## Sukcesy
Klubowe
- Złoty medal mistrzostw Norwegii: 2006, 2007 z Vålerenga
- Brązowy medal mistrzostw Niemiec: 2015 z DEG

Indywidualne
- Mistrzostwa Świata w Hokeju na Lodzie 2014/Elita
  - Jeden trzech najlepszych zawodników reprezentacji
- Sezon DEL (2014/2015):
  - Trzecie miejsce w klasyfikacji asystentów w sezonie zasadniczym: 39 asyst
  - Piąte miejsce w klasyfikacji kanadyjskiej w sezonie zasadniczym: 59 punktów[6]
- Mistrzostwa Świata w Hokeju na Lodzie 2016/Elita:
  - Jeden z trzech najlepszych zawodników reprezentacji w turnieju[7]
- Mistrzostwa Świata w Hokeju na Lodzie 2018/Elita:
  - Jeden z trzech najlepszych zawodników reprezentacji w turnieju[8]